# Данвилл (Индиана)
Данвилл (англ. Danville) — город и административный центр округа Хендрикс в штате Индиана в Соединённых Штатах Америки.
Согласно данным переписи населения США 2020 года число жителей города 
составляло 10 559 человек, что, для такого небольшого населённого пункта, существенно больше, чем было во время предыдущей переписи проводившейся в 2010 году (9 001 человек).

## История

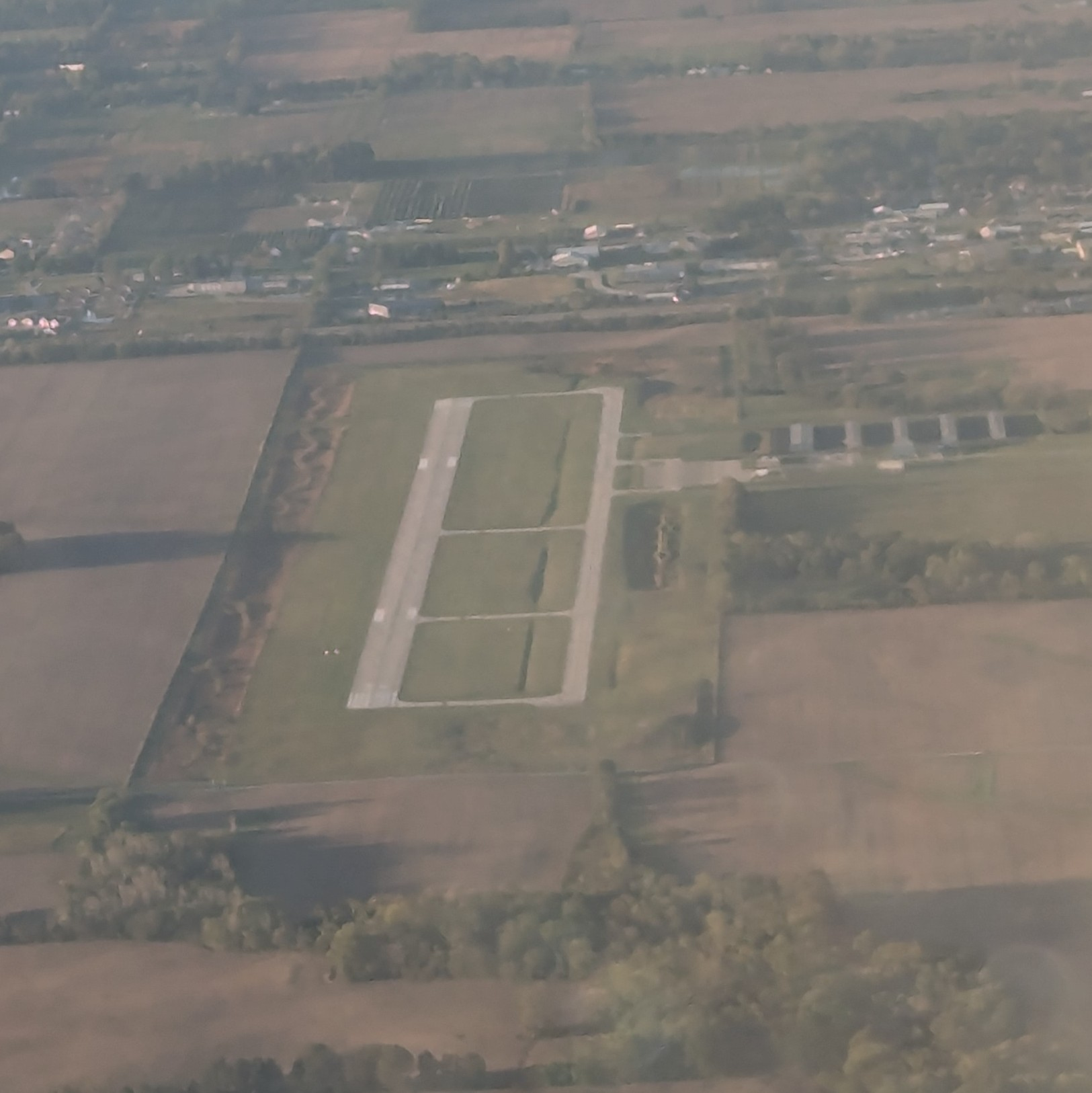
Аэропорт округа Хендрикс

Первое постоянное поселение на этих землях было основано в 1824 году, а в следующем году Почтовая служба США открыла здесь своё первое отделение. Официальный статус города Данвилл получил в 1835 году.
В двух милях (3 км) к юго-востоку от центра Данвилла находится аэропорт округа Хендрикс, который в среднем принимает более 50 бортов в день и одновременно служит запасной взлётно-посадочной полосой для международного аэропорта Индианаполиса.
Несколько архитектурных объектов города были включены в Национальный реестр исторических мест США.

## География

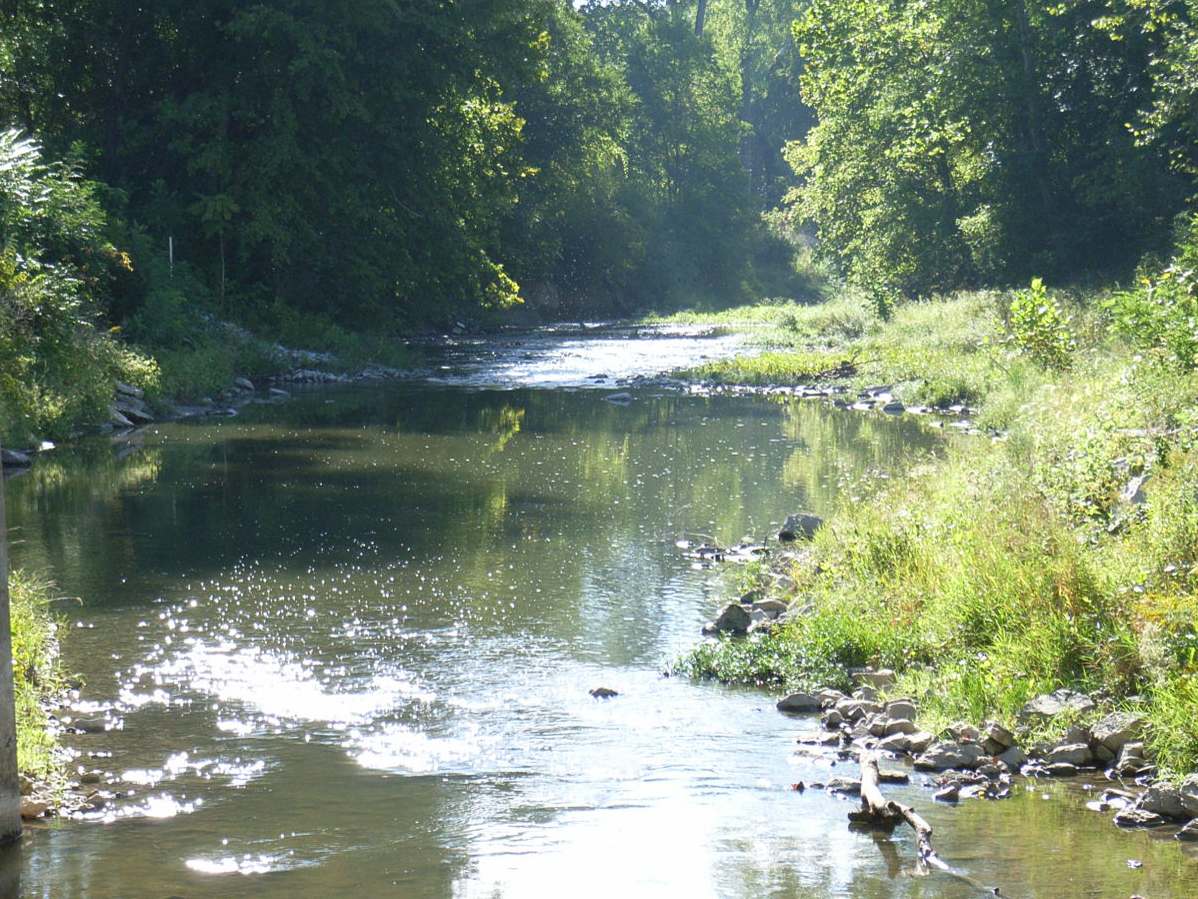
Уайт-Лик

Данвилл расположен в центральной части округа Хендрикс на расстоянии 20 миль (32 км) от центра Индианаполиса и в 131 миле (211 км) на запад от города Декейтера, штат Иллинойс.
Западный рукав ручья Уайт-Лик, притока Уайт-Ривер, протекает с севера на юг через восточную часть города.
Согласно данным Бюро переписи населения США, Данвилл имеет общую площадь 6,98 квадратных миль (18,08 км2), из которых 6,93 квадратных миль (17,95 км2 или 99,28 %) — это суша и 0,05 квадратных миль (0,13 км2 или 0,72 %) — это водная поверхность.